# Incidente tranviario del Riachuelo
L'incidente tranviario del Riachuelo è avvenuto alle prime ore del 12 luglio 1930, quando un tram proveniente dai sobborghi della capitale argentina Buenos Aires e diretto a plaza Constitución è precipitato nelle acque del fiume Riachuelo. Nella sciagura perirono 56 persone e ne sopravvissero solamente quattro.

## I fatti
Alle 5:00 del mattino di sabato 12 luglio 1930 il tram n° 75 della linea 105 della Compañía Tranvías Eléctricos del Sur lasciò il capolinea di Temperley, in provincia di Buenos Aires, diretto a plaza Constitución, nel centro della capitale argentina. Dopo aver compiuto alcune fermate, la vettura, a quell'ora utilizzata principalmente da lavoratori pendolari, risultava già completamente piena. Non a caso diversi dei suoi occupanti erano rimasti in piedi per non aver trovato un posto a sedere libero. Lasciata la fermata di Piñeyro, il tram si diresse verso Buenos Aires. In quel momento l'area sud della capitale argentina si trovava avvolta da un densa nebbia che limitava sensibilmente la vista. Durante il tragitto il tram sarebbe poi dovuto passare sul ponte Bosch, un ponte basculante posto al confine tra la provincia di Buenos Aires e la città autonoma di Buenos Aires che proprio in quel momento si trovava sollevato per permettere il passaggio nel sottostante Riachuelo della chiatta Itaca II. 
Nonostante il semaforo rosso che avvisava della temporanea chiusura del ponte, il tram proseguì la sua corsa e dopo pochi secondi precipitò nell'acqua. Dal momento che il disastro era avvenuto in un'area densamente trafficata, i soccorsi poterono essere allertati rapidamente. I pochi superstiti vennero recuperate da alcune lance del ministero dei Lavori Pubblici. Inizialmente vennero recuperati dalla carcassa del tram 44 cadaveri. Vista la portata dell'evento, e la vicinanza del teatro della sciagura con le principali redazioni dei giornali, i soccorsi così come il recupero del relitto vennero ampiamente documentati e fotografati dalla stampa locale. Il conto definitivo delle vittime fece registrare 56 morti le cui salme vennero portate all'obitorio dell'isola Demarchi, anche se il numero reale non poté mai essere completamente verificato.

## Cause
Inizialmente le cause del disastro vennero attribuite esclusivamente ad un errore umano dell'autista, Giovanni Vescio, un immigrato italiano perito anch'egli nell'incidente, che non avrebbe visto il semaforo rosso a causa della nebbia. Successivamente però indagini più approfondite rivelarono una serie di concause concorsero alla sciagura. Sebbene infatti Vescio non avesse visto la luce, una volta accortosi dell'inclinazione del ponte, aveva tentato disperatamente di frenare non riuscendovi dal momento che la manopola del freno era guasta. Preso dal panico, l'autista continuò a forzare la manovella invece di interrompere la somministrazione di energia elettrica alla vettura.